# Record dei campionati africani di atletica leggera
I record dei campionati africani di atletica leggera rappresentano le migliori prestazioni di atletica leggera stabilite nell'ambito dei campionati africani di atletica leggera.

## Maschili
Statistiche aggiornate ad Asaba 2018.
| 100 m piani            | 9"94 (+0,1 m/s) | Seun Ogunkoya                                                 | Nigeria                     | 1998           | Dakar, Senegal                    |         |        |             |         |
| 200 m piani            | 19"99 (+0,9 m/s) | Frank Fredericks                                              | Namibia                     | 1998           | Dakar, Senegal                    |         |        |             |         |
| 400 m piani            | 44"23 | Isaac Makwala                                                 | Botswana                    | 12 agosto 2014 | Marrakech, Marocco                |         |        |             |         |
| 800 m piani            | 1'42"84 | David Rudisha                                                 | Kenya                       | 30 luglio 2010 | Nairobi, Kenya                    |         |        |             |         |
| 1 500 m piani          | 3'35"20 | Elijah Manangoi                                               | Kenya                       | 5 agosto 2018  | Asaba, Nigeria                    |         |        |             |         |
| 5 000 m piani          | 13'09"68 | Simon Chemoiywo                                               | Kenya                       | 1993           | Durban, Sudafrica                 |         |        |             |         |
| 10 000 m piani         | 27'19"74 | Kenneth Kipkemoi                                              | Kenya                       | 28 giugno 2012 | Porto-Novo, Benin                 |         |        |             |         |
| 3 000 m siepi          | 8'11"03 | Paul Kipsiele Koech                                           | Kenya                       | 2006           | Bambous, Mauritius                |         |        |             |         |
| 110 m ostacoli         | 13"45 (-0,8 m/s) | Antonio Alkana                                                | Sudafrica                   | 25 giugno 2016 | Durban, Sudafrica                 |         |        |             |         |
| 400 m ostacoli         | 48"29 | Amadou Dia Bâ                                                 | Senegal                     | 1985           | Il Cairo, Egitto                  |         |        |             |         |
| Salto in alto          | 2,34 m | Abderrahmane Hammad                                           | Algeria                     | 2000           | Algeri, Algeria                   |         |        |             |         |
| Salto in alto          | 2,34 m | Kabelo Kgosiemang                                             | Botswana                    | 2008           | Addis Abeba, Etiopia              |         |        |             |         |
| Salto con l'asta       | 5,41 m | Cheyne Rahme                                                  | Sudafrica                   | 13 agosto 2014 | Marrakech, Marocco                |         |        |             |         |
| Salto in lungo         | 8,45 m (-1,2 m/s) | Ruswahl Samaai                                                | Sudafrica                   | 2 agosto 2018  | Asaba, Nigeria                    |         |        |             |         |
| Salto triplo           | 17,23 m (+0,5 m/s) | Andrew Owusu                                                  | Ghana                       | 1998           | Dakar, Senegal                    |         |        |             |         |
| Getto del peso         | 21,08 m | Chukwuebuka Enekwechi                                         | Nigeria                     | 2 agosto 2018  | Asaba, Nigeria                    |         |        |             |         |
| Lancio del disco       | 63,85 m | Frantz Kruger                                                 | Sudafrica                   | 2004           | Brazzaville, Repubblica del Congo |         |        |             |         |
| Lancio del martello    | 79,09 m | Mostafa Al-Gamel                                              | Egitto                      | 13 agosto 2014 | Marrakech, Marocco                |         |        |             |         |
| Lancio del giavellotto | 87,26 m | Tom Petranoff                                                 | Sudafrica                   | 1992           | Belle Vue Maurel, Mauritius       |         |        |             |         |
| Decathlon              | 8 311 punti | Larbi Bourrada                                                | Algeria                     | 11 agosto 2014 | Marrakech, Marocco                |         |        |             |         |
| Decathlon              | \| 100 m (v.) \| Lungo (v.) \| Peso \| Alto \| 400 m \| 110 m hs (v.) \| Disco \| Asta \| Giavellotto \| 1500 m \| \| ---------------- \| ----------------- \| ------- \| ------ \| ----- \| ---------------- \| ------- \| ------ \| ----------- \| ------- \| \| 10"90 (+1,0 m/s) \| 7,45 m (+1,1 m/s) \| 13,20 m \| 2,04 m \| 48"33 \| 14"33 (+0,2 m/s) \| 39,99 m \| 4,90 m \| 64,60 m \| 4'20"05 \| |                                                               |                             |                |                                   |         |        |             |         |
| Marcia 20 km (strada)  | 1h19'24" | Samuel Gathimba                                               | Kenya                       | 26 giugno 2016 | Durban, Sudafrica                 |         |        |             |         |
| Staffetta 4×100 m      | 38"25 | Henricho Bruintjies Simon Magakwe Emile Erasmus Akani Simbine | Sudafrica Squadra nazionale | 3 agosto 2018  | Asaba, Nigeria                    |         |        |             |         |
| Staffetta 4×400 m      | 3'00"92 | Jared Momanyi Alphas Kishoyian Aron Koech Emmanuel Korir      | Kenya Squadra nazionale     | 5 agosto 2018  | Asaba, Nigeria                    |         |        |             |         |
| 100 m (v.)             | Lungo (v.) | Peso                                                          | Alto                        | 400 m          | 110 m hs (v.)                     | Disco   | Asta   | Giavellotto | 1500 m  |
| 10"90 (+1,0 m/s)       | 7,45 m (+1,1 m/s) | 13,20 m                                                       | 2,04 m                      | 48"33          | 14"33 (+0,2 m/s)                  | 39,99 m | 4,90 m | 64,60 m     | 4'20"05 |

## Femminili
Statistiche aggiornate ad Asaba 2018.
| Specialità             | Prestazione | Atleta                                                      | Nazione                     | Data             | Luogo                       |         |
| ---------------------- | --- | ----------------------------------------------------------- | --------------------------- | ---------------- | --------------------------- | ------- |
| 100 m piani            | 10"99 (+2,0 m/s) | Murielle Ahouré                                             | Costa d'Avorio              | 23 giugno 2016   | Durban, Sudafrica           |         |
| 200 m piani            | 22"22 (-0,9 m/s) | Falilat Ogunkoya                                            | Nigeria                     | 1998             | Dakar, Senegal              |         |
| 400 m piani            | 49"54 | Amantle Montsho                                             | Botswana                    | 29 giugno 2012   | Porto-Novo, Benin           |         |
| 800 m piani            | 1'56"06 | Caster Semenya                                              | Sudafrica                   | 5 agosto 2018    | Asaba, Nigeria              |         |
| 1 500 m piani          | 4'01"99 | Caster Semenya                                              | Sudafrica                   | 24 giugno 2016   | Durban, Sudafrica           |         |
| 5 000 m piani          | 15'05"45 | Sheila Chepkirui                                            | Kenya                       | 22 giugno 2016   | Durban, Sudafrica           |         |
| 10 000 m piani         | 30'26"94 | Alice Aprot                                                 | Kenya                       | 25 giugno 2016   | Durban, Sudafrica           |         |
| 3 000 m siepi          | 8'59"88 | Beatrice Chepkoech                                          | Kenya                       | 5 agosto 2018    | Asaba, Nigeria              |         |
| 100 m ostacoli         | 12"77 (-0,1 m/s) | Glory Alozie                                                | Nigeria                     | 1998             | Dakar, Senegal              |         |
| 400 m ostacoli         | 54"24 | Nezha Bidouane                                              | Marocco                     | 1998             | Dakar, Senegal              |         |
| Salto in alto          | 1,95 m | Lucienne N'Da                                               | Costa d'Avorio              | 1992             | Belle Vue Maurel, Mauritius |         |
| Salto in alto          | 1,95 m | Hestrie Cloete                                              | Sudafrica                   | 2002             | Tunisi, Tunisia             |         |
| Salto con l'asta       | 4,21 m | Syrine Ebondo                                               | Tunisia                     | 2006             | Bambous, Mauritius          |         |
| Salto in lungo         | 6,96 m (+1,7 m/s) | Blessing Okagbare                                           | Nigeria                     | 30 giugno 2012   | Porto-Novo, Benin           |         |
| Salto triplo           | 14,95 m (+1,1 m/s) | Françoise Mbango Etone                                      | Camerun                     | 2002             | Tunisi, Tunisia             |         |
| Getto del peso         | 17,64 m | Auriol Dongmo                                               | Camerun                     | 26 giugno 2016   | Durban, Sudafrica           |         |
| Lancio del disco       | 59,79 m | Chinwe Okoro                                                | Nigeria                     | 12 agosto 2014   | Marrakech, Marocco          |         |
| Lancio del martello    | 68,35 m | Amy Sène                                                    | Senegal                     | 22 giugno 2016   | Durban, Sudafrica           |         |
| Lancio del giavellotto | 65,32 m | Sunette Viljoen                                             | Sudafrica                   | 13 agosto 2014   | Marrakech, Marocco          |         |
| Eptathlon              | 6 153 punti | Uhunoma Osazuwa                                             | Nigeria                     | 25 giugno 2016   | Durban, Sudafrica           |         |
| Eptathlon              | \| 100 m hs (v.) \| Alto \| Peso \| 200 m (v.) \| Lungo (v.) \| Giavellotto \| 800 m \| \| ---------------- \| ------ \| ------- \| ---------- \| ---------------- \| ----------- \| ------- \| \| 13"32 (+1,4 m/s) \| 1,83 m \| 12,87 m \| 24"19 \| 6,24 m (0,0 m/s) \| 36,30 m \| 2'17"50 \| |                                                             |                             |                  |                             |         |
| Marcia 20 km (strada)  | 1h30'43" | Grace Wanjiru                                               | Kenya                       | 26 giugno 2016   | Durban, Sudafrica           |         |
| Staffetta 4×100 m      | 43"21 | Christy Udoh Gloria Asumnu Oludamola Osayomi Lawretta Ozoh  | Nigeria Squadra nazionale   | 29 giugno 2012   | Porto-Novo, Benin           |         |
| Staffetta 4×400 m      | 3'28"49 | Wenda Nel Justine Palframan Jeanelle Griesel Caster Semenya | Sudafrica Squadra nazionale | 26 giugno 2016   | Durban, Sudafrica           |         |
| 100 m hs (v.)          | Alto | Peso                                                        | 200 m (v.)                  | Lungo (v.)       | Giavellotto                 | 800 m   |
| 13"32 (+1,4 m/s)       | 1,83 m | 12,87 m                                                     | 24"19                       | 6,24 m (0,0 m/s) | 36,30 m                     | 2'17"50 |